# Peddiea africana
Peddiea africana är en tibastväxtart som beskrevs av William Henry Harvey. Peddiea africana ingår i släktet Peddiea och familjen tibastväxter. Inga underarter finns listade i Catalogue of Life.